# Długi Marsz (NOVJ)

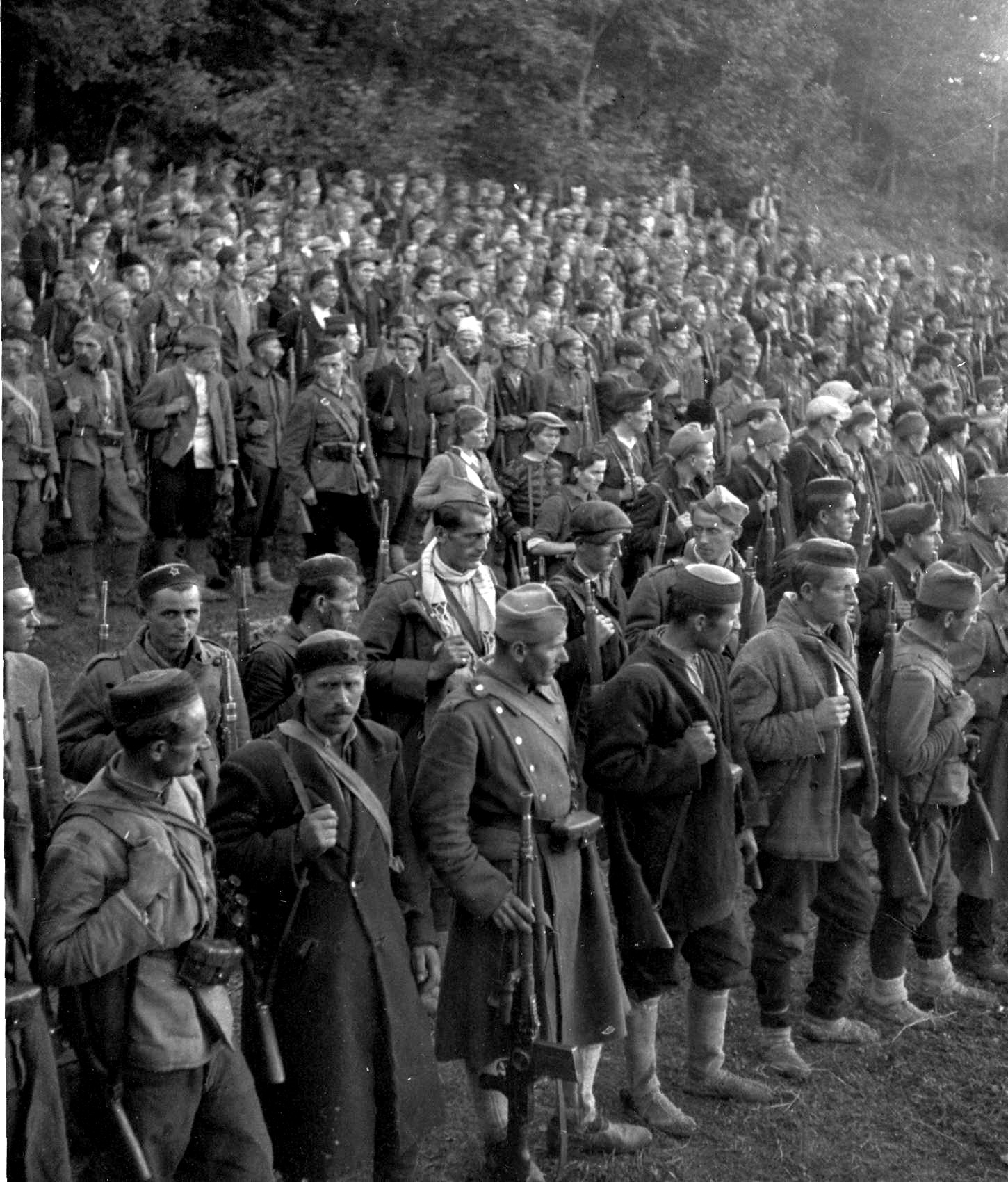
Partyzanci IV. Brygady Proletariackiej Czarnogóry w zdobytych Jajcach

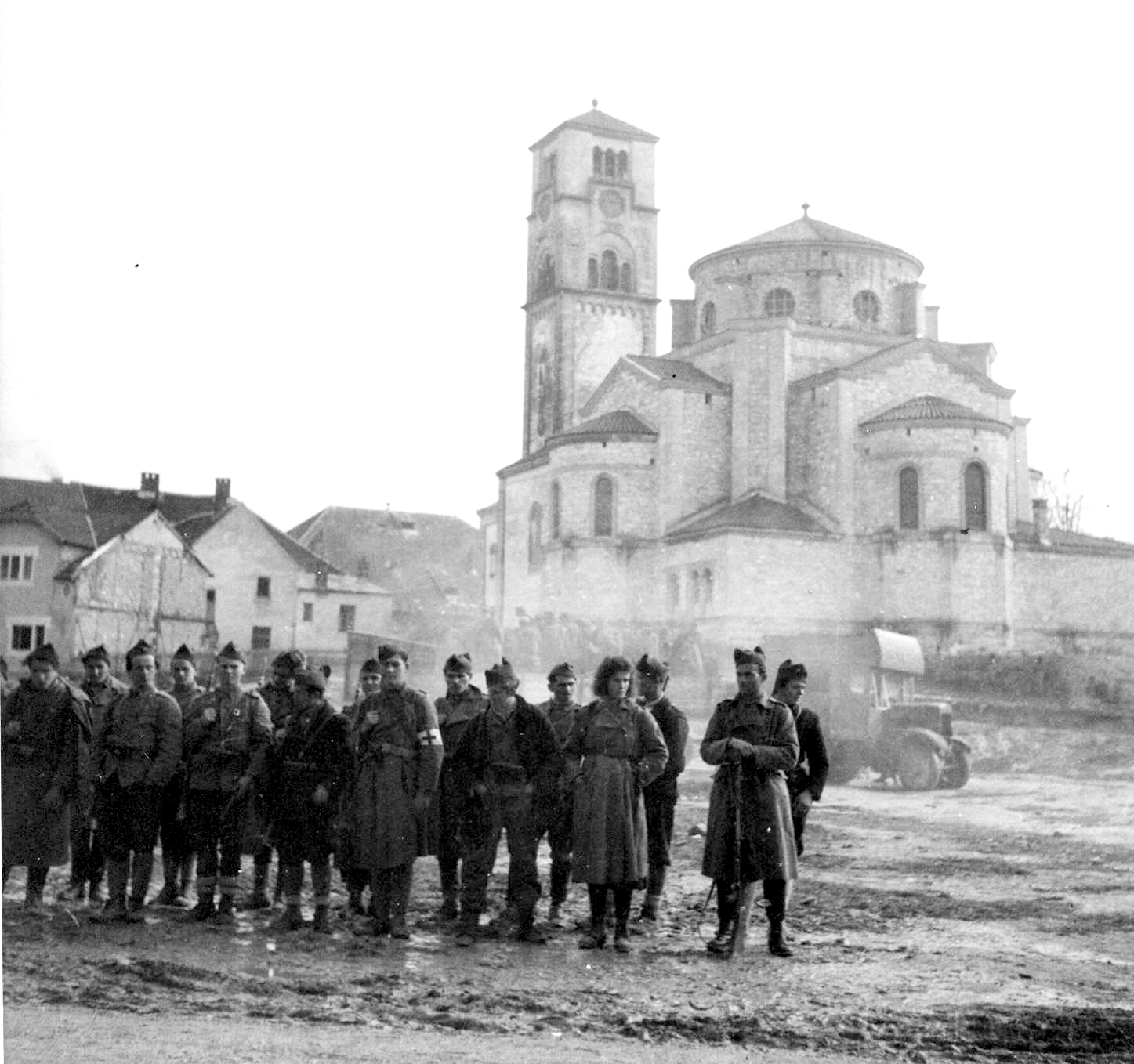
Partyzanci w zdobytym Bihaciu

Długi Marsz – marsz partyzantów Narodowej Armii Wyzwolenia Jugosławii (NOVJ), trwający od czerwca do listopada 1942 w czasie II wojny światowej.

## Tło operacji
20 kwietnia 1942 na terenie Bośni, Hercegowiny i Czarnogóry rozpoczęła się trzecia ofensywa antypartyzancka. Zadaniem wojsk niemieckich, włoskich, ustaszy i czetników było rozbicie na tych terenach jednostek partyzanckich i zlikwidowanie dowództwa NOVJ. Partyzanci Josipa Broza Tity wycofując się zostali okrążeni w rejonie Fočy (Bośnia). W tej krytycznej sytuacji Tito nakazał swoim czterem brygadom (wraz z rannymi i uchodźcami), wyruszyć w nocy z 21 na 22 czerwca spod Fočy w dwóch kolumnach na północny zachód, aby pod Banja Luką i Bihaciem połączyć się z oddalonymi o około 350 kilometrów partyzantami NOVJ, a podczas marszu przez zachodnią Bośnię i północno-zachodnią Chorwację zyskać wzmocnienia w ludziach i uzbrojeniu.

## Przebieg
Ów marsz odbywający się głównie nocą, biegł przez góry równolegle do wybrzeża Adriatyku i był słabo obsadzony (czetnicy i wojska chorwackie), na terenach okupowanych przez Włochy. Pojedyncze jednostki, działające na skrzydłach maszerujących kolumn, atakowały urządzenia telekomunikacyjne, wysadzały mosty i „oczyszczały” składy z zaopatrzeniem dla wojsk chorwackich.

### Ważniejsze wydarzenia marszu
- 3 lipca prawa, południowa kolumna marszu zaatakowała ważny szlak kolejowy Sarajewo – Mostar i zniszczyła go.
- 7 lipca lewa, północna kolumna marszu zdobyła ważne strategicznie miasto Konjic.

Kolumny zbliżyły się do Livna, gdzie nawiązały kontakt z grupami partyzanckimi operującymi w rejonie Drvar – Petrovac.
- 6 sierpnia Livno zostało zdobyte, po ciężkich walkach z wojskami włoskimi i jednostkami ustaszów.
- 24 sierpnia prawa, południowa kolumna marszu zdobyła leżący na południe od Banja Luki Mrkonjić Grad i unieruchomiła na kilka dni ważny szlak kolejowy Sarajewo – Mostar.
- 25 września prawa, południowa kolumna marszu zdobyła zajęte przez ustaszów Jajce.
- 4 listopada partyzanci Tity po dwudniowych walkach z wojskami chorwackimi zdobyli Bihać.

Wraz ze zdobyciem Bihacia „długi marsz” zakończył się – Narodowa Armia Wyzwolenia Jugosławii osiągnęła duży sukces, wyzwalając prawie 1/6 Jugosławii od okupantów.